# 节茎石仙桃
节茎石仙桃（学名：Pholidota articulata），为兰科石仙桃属下的一个植物种。